# Kaspar Kasics
Kaspar Kasics (* 5. August 1952 in Interlaken) ist ein Schweizer Dokumentarfilmer, Autor und Filmproduzent.

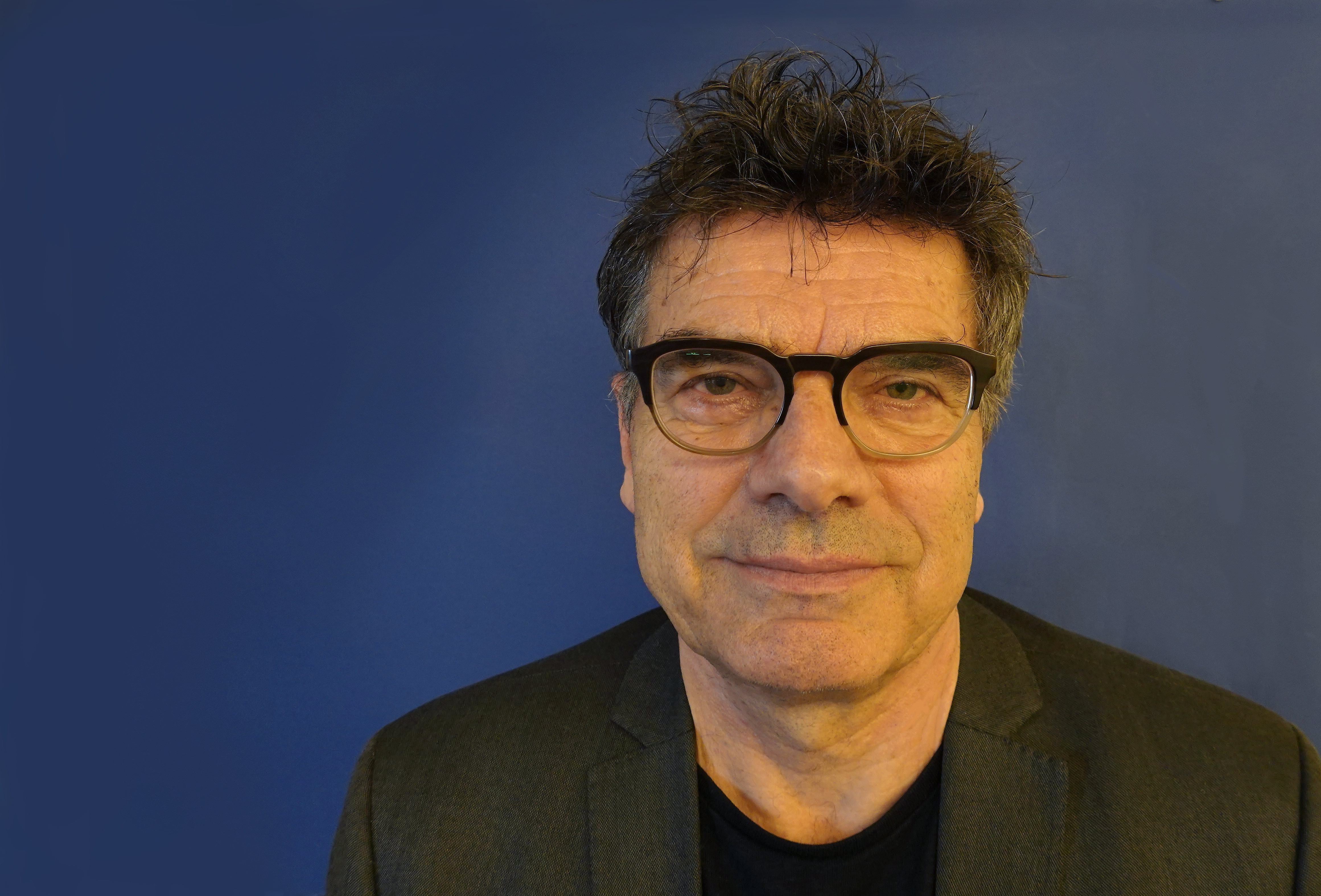
Kaspar Kasics, 2023

## Biographie
Kaspar Kasics ist der jüngere der zwei Söhne des Musikers Tibor Kasics (1904–1986) und der Tanzpädagogin Ursula «Ulla» Kasics (1926–2023). Er ist ein Enkel der ungarischen Sängerin und Gesangspädagogin Ilona Durigo und des ungarischen Pianisten und Klavierpädagogen Osman Kasics.
Bevor er sich dem Film zuwandte, studierte Kaspar Kasics Germanistik, Philosophie, Geschichte und Englisch an der Universität Zürich und Musik am Konservatorium Zürich und Basel (u. a. bei Rudolf Kelterborn und Konrad Ragossnig). Auf Empfehlung von Prof. Wolfgang Iser (Universität Konstanz) und Prof. Christian W. Thomsen (Universität Siegen) erschien seine Dissertation im Universitätsverlag Carl Winter, Heidelberg (Literatur und Fiktion, Zur Theorie und Geschichte der literarischen Kommunikation, Reihe Siegen 94).
Nach dem Studium arbeitete Kaspar Kasics als Redaktor, Realisator und Moderator beim Schweizer Fernsehen DRS (heute SRF). Er realisierte zahlreiche Features, unter anderem über Reinhild Hoffmann, Robert Wilson, Fischli/Weiss, Anna Huber, Jérome Déchamps, Gregor Seyffert sowie über den letzten Heimsticker und die grösste gewerbliche Waschanstalt der Schweiz.
Seit 1990 ist Kasics selbständiger Filmemacher und Filmproduzent. Er realisiert Dokuemntafilme Für Happy Tooth International und Auftragsfime für Tanzcompagnien und die Erziehungsdirektion des Kantons Zürich.
2004 gründete er die Distant Lights Filmproduktion GmbH.
Von 2010 bis 2017 war Kaspar Kasics Präsident des Verbands Filmregie und Drehbuch Schweiz (ARF/FDS), dem er schon 1996 bis 2001 vorstand. Er ist dramaturgischer Berater und Experte an den Hochschulen in Zürich und Luzern., und Mitglied der Eidgenössischen Filmkommission und der Kulturkommission der Suissimage.

## Werk
In seinen Filmen setzt sich Kaspar Kasics mit grundlegenden gesellschaftlichen und kulturellen Themen auseinander.
Jemand – oder die Passion zum Widerstand handelt vom Wandel der Widerstandskultur im 20. Jahrhundert. Die auf Ordnung und Disziplin setzenden Mitglieder der einstigen Sozialistische Arbeiterjugend (SAJ) sehen sich ein halbes Jahrhundert später mit den spontanen Aktionen der Politbewegung „Züri 1990“ konfrontiert. Zur gleichen Zeit wird im Zürcher Volkshaus mit dem zum ersten Mal seit 1938 wieder aufgeführten Arbeiteroratorium Jemand (Libretto: Hans Sahl, Musik: Tibor Kasics) das Ende der Arbeiterbewegung eingesungen.
Closed Country handelt von der schweizerischen Flüchtlingspolitik während des Zweiten Weltkriegs. Die Überlebenden zweier jüdischer Familien, die sich 1942 aus Belgien in die Schweiz retten wollten, erfahren heute, was sich damals an der Grenze im Jura abspielte. Das Schicksal beider Familien lag in den Händen des damaligen Chefs der eidgenössischen Fremdenpolizei, Heinrich Rothmund, und war eng miteinander verknüpft. Der auf den Recherchen des Historikers Stefan Mächler basierende Dokumentarfilm zeigt die antijüdischen Grundhaltung und die willkürliche bürokratische Mechanik, welche die damalige Flüchtlingspolitik der Schweiz prägten.
Blue End erzählt erstmals die vollständige Geschichte des texanischen Mörders Joseph P. Jernigan, der nach einem zweifelhaften Prozess hingerichtet und dessen Leichnam von der National Library of Medicine in Washington für das Projekt des „visible man“ behändigt wurde. Die Hintergründe zu Jernigans Tat, das Gerichtsverfahren sowie das Verhalten der Wissenschaft waren bis zum Erscheinen des Films nicht bekannt. Dank dem Auftreten von Jernigans Bruder sowie aller Beteiligten enthüllt der Dokumentarfilm eine wahrlich „unerhörte Geschichte“ (Zürcher Tages-Anzeiger). Sie zeigt, wie Justiz und Wissenschaft unter gesellschaftlichen Erfolgsdruck bereit sind, ethischen Grenzen zu überschreiten.
Downtown Switzerland ist eine Spurensuche in der Gegenwart. Fokussiert auf den gesellschaftlichen, ökonomischen und kulturellen Wandel in der grössten Schweizer Stadt, zeichnet der Film ein Bild der Lage der Nation. Ein Zeitbild, welches den Aufstieg und den Nachwuchs der rechtspopulistischen Volkspartei der Schweiz mit Aspekten der Globalisierung, Zukunftsvisionen eines Grosskonzerns, fussballspielenden Asylsuchenden, rollschuhfahrenden Hedonisten, protestierenden Frauen, überforderten Trämlerinnen und Trämlern und dadaistisch inspirierten (Sub)Kulturexperimenten vereint. Der Film ist ein Gemeinschaftswerk von Kaspar Kasics mit den Regisseuren Christian Davi, Stefan Haupt und Fredi M. Murer.
Bei No More Smoke Signals von Fanny Bräuning wirkte Kaspar Kasics als Produzent, Dramaturg und Chefeditor. Anhand der unabhängigen Radiostation „Kili Radio“ in der geschichtsträchtigen Umgebung von Pine Ridge, South Dakota, zeigt der Dokumentarfilm, wie es um die Lakota heute steht und was von den Aufständen in den 1970er Jahren geblieben ist. In der Radiostation kommt alles zusammen, vom einstigen Anführer des American Indian Movements, John Trudell, über die unermüdlich um die Verbesserung der Verhältnisse kämpfende Roxanne Two Bulls bis hin zu den im Hip-Hop ihr Land zurückfordernden jungen Lakota. Die Spurensuche gipfelt im spektakulären Memorial Ride, mit welchem die Lakota alljährlich ihre Geschichte für die Nachkommen wachhalten.
2022 startete Kasics Dokumentarfilm Erica Jong - Breaking the Wall, der die feministische Literatin porträtiert. Kasics sagt, er sei durch ihr Buch Fear of Dying auf merksam auf sie geworden und habe sie nach der Lektüre von mehreren ihrer Bücher kennen lernen wollen. Der Film, der ursprünglich ein Budget von einer Million Schweizer Franken hatte, musste mit der Hälfte realisiert werden, weil sich in den geldgebenden Kommissionen viele damit schwer getan hätten, dass ein Mann einen Film über eine Ikone des Feminismus fertigt.
Closed Country und Blue End wurden in der offiziellen Selektion der Internationalen Filmfestspiele Berlin uraufgeführt und erhielten wie No More Smoke Signals zahlreiche Auszeichnungen.

### Filmografie

#### Als Regisseur
- 1991: Jemand oder die Passion zum Widerstand (Dokumentarfilm)
- 1995: It’s my life (Fernsehdokumentarfilm)
- 1996: Bal moderne (Fernsehdokumentarfilm)
- 1997: Le barrage (Experimentalfilm)
- 1999: Closed Country (Dokumentarfilm)
- 2000: Sauvé (Dokumentarfilm)
- 2001: Blue End (Dokumentarfilm)
- 2002: Dragan und Madlaina (Fernsehfilm)
- 2004: Downtown Switzerland (Dokumentarfilm)
- 2015: Yes No Maybe – Ein Film über die Liebe
- 2018: Das Erste und das Letzte
- 2022: Erica Jong - Breaking the Wall (Dokumentarfilm)[7][8]

#### Als Produzent
- 1999: Closed Country
- 2001: Blue End
- 2008: No More Smoke Signals
- 2022: Rotzloch[9]
- 2022: Erica Jong - Breaking the Wall (Ko-Produzent)